# تنسج أحمر
التنسج الأحمر أو الطلاوة الحمراء: مصطلح يطلق على البقع الحُمَامَوِيّة (الحمراء) على الأنسجة المخاطية  والتي لا يمكن أن تعزى إلى أي مرض.:805 وقد صاغ هذا المصطلح من قبل لويس كيرات لوصف آفَةٌ حمراء سابِقَةٌ للتَّسَرْطُن في القضيب.
مما أدى إلى ظهور مصطلح الطلاوة الحمراء لكيرات ، وقد يشير هذا المصطلح على وجه التحديد للسَرَطانَةٌ اللاَبِدَة لحشفة القضيب، أو الفرج والتي تظهر كبقعة حمراء أو يمكن أن تستخدم كمرادف للـ الطلاوة الحمراء على الأغشية المخاطية الأخرى أو أي مواقع انتقالية أخرى.
الطلاوة الحمراء تؤثر أساسًا على حشفة القضيب (رأس القضيب) ، ولكن قد تظهر على أماكن أخرى غير مألوفة مثل الأغشية المخاطية للحنجرة ، ونادرًا للفم  أو فتحة الشرج.
الطلاوة الحمراء مماثل للطَلاوة البيضاء؛ المصطلح الذي يصف البقع البيضاء. الطلاوة الحمراء والطلوان متعارف عليهما معًا كنوع من الآفات السابقة للتسرطن في الفم. عندما تحتوي الآفة على بقع حمراء وبيضاء، يستخدم مصطلح «الطَلَوانٌ المُبَقَّع».
على الرغم من أن الطلاوة الحمراء هي أقل شيوعًا بكثير من الطلوان، ولكنها تنطوي على مخاطر أعلى بكثير من الطلوان، من حيث حدوث خلل في التنسج، أو سرطان لابد في الموقع والذي يتحول في نهاية المطاف إلى سَرَطانَةُ الخَلاَيا الحَرْشَفِيَّة (وهو نوع من سرطان الفم).

## التعريف
الطلاوة الحمراء تعني «الرقعة الحمراء»، ومشتقة من الكلمات اليونانية ερυθρος - «الأحمر» وπλάξ - «لوحة» ومنظمة الصحة العالمية تعرف الطلاوة الحمراء في الفم على النحو التالي:

## العلامات والأعراض المرضية
على الرغم من أنه كثيرًا ما نستخدم مصطلح الطلاوة الحمراء (erythroplasia) و erythroplakia كمترادفين، ولكن بعض المصادر تميزها، مشيرةً إلى أن هذا الأخير هو بقعي (مسطح)، في حين أن الأول هو حطاطي (كثير النتؤات).
وغالبًا ما يشار لـ الطلاوة الحمراء في الأغشية المخاطية التناسلية ل الطلاوة الحمراء بحَسَبِ كيرات (سَرَطانَةُ القَضيبِ الحَرْشَفِيَّةُ الخَلايَا).
المناطق الأكثر شيوعًا لحدوث الطلاوة الحمراء في الفم هي أرضية الفم، ودهليز الشدق، واللسان، والحنك الرخو. ويبدو مثل لطاخة حمراء، أو مثل لوحة حدودها مرسومة جيدًا. كما يتميز ملمسها بأنه ناعم ومخملي. وممكن أن نجد الطلوان بجانب الطلاوة الحمراء.
قد تحدث الطلاوة الحمراء أيضًا على الغشاء المخاطي للحنجرة ، أو الغشاء المخاطي للشرج.

## الأسباب
الطلاوة الحمراء أسبابها غير معروفة، ولكن يفترض الباحثون أن تكون الأسباب مماثلة لأسباب سرطان الخلايا الحرشفية. ولقد تم العثور على سرطان في ما يقارب من 40٪ من حالات الطلاوة الحمراء. ومعظمها لدى الرجال المسنين (أعمارهم بين 65 - 74) وعادةً ما يرتبط بالتدخين.
وقد وصفت الكحول وتعاطي التبغ كعوامل خطرة.

## التشخيص

### التشخيص التفريقي لآفة الحمراء في الفم

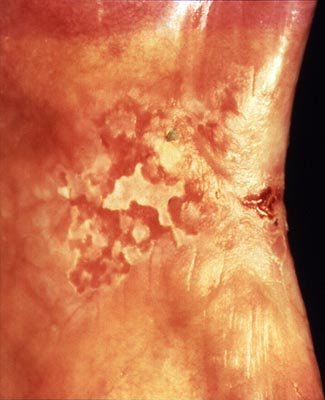
الطلوان المبقع (طلاوة الأرقط)، غادر الصوار. أظهرت الخزع القليل من النمو الشاذ و التهاب المبيضات (جنس من الفطريات). الأدوية المضادة للفطريات ممكن أن تحول هذا النوع من الآفات إلى طلاوة متجانسة (أي المناطق الحمراء ستختفي).

هناك العديد من الحالات الأخرى التي تتشابه في المظهر ويجب استبعادها قبل أن يتم تشخيص الطلاوة الحمراء. في بعض الأحيان، قد يتأخر التشخيص لمدة تصل إلى أسبوعين من أجل معرفة إذا ما كانت الآفة ترتد بشكل عفوي من تلقاء نفسها، أو إذا كان هناك سبب آخر يمكن العثور عليه. الطلاوة الحمراء كثيرًا ما ترتبط مع النمو الشاذ، وبالتالي فهي آفة سابقة للتسرطن.

### خزعة
مجهريًا، يظهر خللًا شديدًا في التنسج، أو سَرَطانَةٌ داخِلَ الظِّهارَة (سَرَطانَةٌ لاَبِدَة)، أو سَرَطانَةُ الخَلاَيا الحَرْشَفِيَّة في 90٪ من الحالات. وهناك غياب لإنتاج الكيراتين، وعدد أقل من الخلايا الظهارية. وبما أن الأوعية الدموية تكون أقل إخفاء عن طريق الأنسجة، تظهر الطلاوة الحمراء أكثر حمرة عند عرضها سريريًا.

## العلاج
العلاج يشمل على أخذ خزعة من الآفة لتحديد مدى النمو الشاذ في الأنسجة. ينصح في بعض الأحيان بالاستئصال الكامل للآفة، وذلك اعتمادًا على التشريح المرضي للأنسجة عن طريق الخزعة. حتى في حالات الاستئصال الكامل، تكرار الطلاوة الحمراء هو شائع، وبالتالي، هناك حاجة إلى مراقبة طويلة الأمد.

## تاريخ
في عام 1911، وصف طبيب الأمراض الجلدية الفرنسي لويس كيرات آفة سابقة للتسرطن من حشفة القضيب، وكانت هذه الآفة حمراء لامعة مخملية ومحددة بدقة. ولقد ابتكر مصطلح «الطلاوة الحمراء»؛ لتعريف اللويحات الحمراء قياسًا على «الطلوان»، الذي يعرف ب البقع البيضاء. صيغ مصطلح الطلوان ما يعادل "leukoplakia " في الإنجليزية في عام1861. مصطلح الطلوان صيغ أصلًا لوصف الآفات البيضاء في المسالك البولية،  وفي عام 1877 تم تطبيقه لأول مرة على البقع البيضاء في الفم. ولم يتضح متى تم تعديل مصطلح الطلاوة الحمراء لأول مرة لوصف الآفات الحمراء في الفم.